# 井上千津子
井上 千津子（いのうえ ちづこ、1939年 - ）は、日本の介護福祉士、介護福祉学者。

## 来歴
長野県生まれ。長野県短期大学卒業。1974年より新潟県上越市民生部福祉課でホームヘルパーに従事、1981年『ヘルパー奮戦の記』で毎日出版文化賞受賞。
1990年より介護福祉養成専門学校の教員、大学非常勤講師、1995年東海大学教授、2000年金城大学副学長。CCWR（全国介護福祉士・介護福祉研究会）会長。
2002年長崎純心大学大学院人間文化研究科修士課程修了。京都女子大学教授、2010年退任。

## 著書
- 『ヘルパー奮戦の記 お年寄りとともに』ミネルヴァ書房　OP叢書　1981
- 『わたしのホームヘルパー宣言!』インデックス出版　1998
- 『介護福祉とは何か』一橋出版　介護福祉ハンドブック 1999

### 共編著
- 『介護福祉入門』岡本民夫共編　有斐閣アルマ　1999
- 『やさしい在宅介護 親と同居している息子・娘・嫁が読む介護百科』鴨川盛秀共著　かんき出版　1999
- 『介護保険実践ハンドブック』七田惠子,川廷宗之共編　エルゼビア・サイエンスミクス　2000
- 『ケアマネジメントと在宅ケアの総合展開』編　東京法令出版　介護保険の政策・現場実践シリーズ　2000
- 『介護概論』一番ケ瀬康子,鎌田ケイ子,日浦美智江共編　ミネルヴァ書房　新・セミナー介護福祉　2001
- 『介護技術』一番ケ瀬康子,鎌田ケイ子,日浦美智江共編　ミネルヴァ書房　新・セミナー介護福祉 2001
- 『形態別介護技術』一番ケ瀬康子,鎌田ケイ子, 日浦美智江共編　ミネルヴァ書房　新・セミナー介護福祉　2001
- 『はじめての介護』田中由紀子共著　日経文庫Personal　2001
- 『介護概論 生活の視点から導く介護の本質』新版（編）亀山幸吉ほか著　みらい　2003
- 『介護福祉総論』尾台安子,高垣節子,上之園佳子共編著　第一法規　大学社会福祉・介護福祉講座　2005
- 『介護技術論』尾台安子,松井奈美,宮島渡共編著　第一法規　新大学社会福祉・介護福祉講座　2009
- 『生活支援の家政学』阿部祥子共編著 建帛社 福祉ライブラリ 2009

### 監修
- 『介護福祉士養成テキストブック 12』澤田信子,白澤政和,本間昭共監修 ミネルヴァ書房 2010

## 参考
- 退官に寄せて (井上千津子教授退官記念号) 京都女子大学生活福祉学科紀要 2013-02
- 『ヘルパー奮戦の記』